# Pseudohyaleucerea translucida
Pseudohyaleucerea translucida är en fjärilsart som beskrevs av Paul Dognin 1890. Pseudohyaleucerea translucida ingår i släktet Pseudohyaleucerea och familjen björnspinnare. Inga underarter finns listade.